# Takeo Nakahara
Takeo Nakahara (中原 丈雄 Nakahara Takeo?, nacido el 19 de octubre de 1951 in Kumamoto, Japón) es un actor japonés.

## Filmografía

### Películas
- Okoge (1992) - Tochihiko Terazaki
- Godzilla 2000: Millennium (1999) - Takada
- Godzilla x Mechagodzilla (2002) - Jefe de JXSDF Ichiyanagi
- Bayside Shakedown 2 (2003) - Sakakibara
- Cheong yeon (2005) - Ministro de Asuntos Exteriores de Japón
- Death Note (2006) - Matsubara
- Mapa de los sonidos de Tokio (2009) - Nagara
- Isoroku (2011) - Chūichi Nagumo
- Nobō no Shiro (2012) - Hōjō Ujimasa
- Fushigi na misaki no monogatari (2014) - Narumi
- Ansatsu Kyōshitsu (2015) - Gōki Onaga
- Ansatsu Kyōshitsu: Sotsugyō-hen (2016) - Gōki Onaga
- Musashi (2019) - Itakura Katsushige

### Televisión
- Drama Taiga 
  - Homura Tatsu (1993–94) - Fujiwara no Motoaki
  - Tokugawa Yoshinobu (1998) - Umezawa Magotaro
  - Sanada Maru (2016) - Takanashi Naiki
- Asadora
  - Himawari (1996)
  - Dondo Hare (2007) - Hideki Yamamuro
  - Ohisama (2011) - Shotaro Kamikura
  - Hanako a Anne (2014) - Heisuke Muraoka
  - Natsuzora (2019)
- Shiroi Kyotō (2003, CX) - Profesor Funao
- Jyouou (2005, TX) - Seiji Nakabō
- Bloody Monday (2008, TBS) - Takao Sonoma
- Zettai Reido (2010-11) - Shintarō Shiraishi
- Nankyoku Tairiku (2011, TBS) - Shinpei Hatano
- Hayami-san a Yobareru Hi (2012, CX) - Hiroshi Kanai